# Coca-Cola Orange
La Coca-Cola Orange è una variante di Coca-Cola con l'aggiunta di aromi di arancia, entrata in commercio a giugno 2007, inizialmente nel Regno Unito e Gibilterra e poi in Russia e in Lettonia.
L'azienda produttrice sostiene di aver messo in commercio questa bevanda perché sicuramente i consumatori di Coca-Cola la avrebbero comprata anche solo per provarla.
La Coca-Cola Orange, una volta prodotta, viene confezionata in lattine da 330 ml e bottiglie di vetro da 500 ml.
La bibita è ancora disponibile in Lettonia ed in Russia, ma non più nel Regno Unito.